# موشنگا
موشنگا یا میشمنگا، روستایی از توابع بخش سنگر شهرستان رشت در استان گیلان است.

## جمعیت
این روستا در دهستان سراوان قرار دارد و بر اساس سرشماری مرکز آمار ایران در سال ۱۳۸۵، جمعیت آن ۲۷۳ نفر (۷۹خانوار) بوده‌است.